# 白い帆船

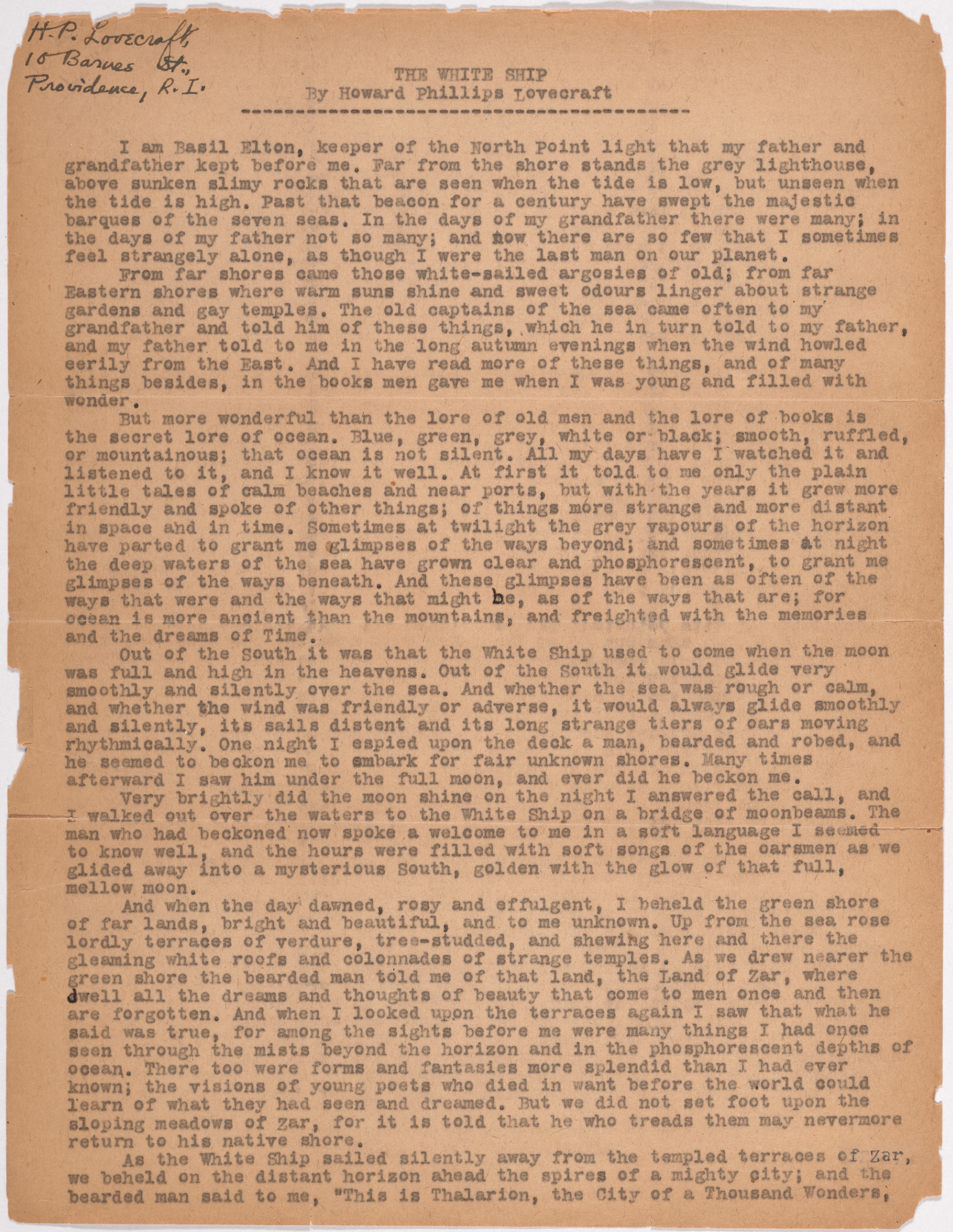
『白い帆船』の1ページ目の原稿

『白い帆船』（しろいはんせん、The White Ship）は、ハワード・フィリップス・ラヴクラフトの小説。ドリームランドのシリーズの一編。1919年11月に執筆され、同人誌『ユナイテッド・アマチュア』1919年11月号に発表された。後に商業誌『ウィアード・テールズ』1927年3月号に掲載された。
ダンセイニ卿の短編『ヤン河での無為な日々』にインスパイアされて書かれた。ラヴクラフトは、本作品を皮切りに、オリジナルのダンセイニ風のオリジナル作品を書き始めるようになる。
大瀧啓裕は、読解にあたり、執筆直前にラヴクラフトの母が神経を病んで病院に収容されたことと、作中において珍しく父なる存在を持ち出していることを考慮すべきだろうと解説している。自己心情としての、祖父の代からの没落と、母なる大洋とのこと。
ドリームランドが最初に描かれた作品である。だがこの作品単発では、夢の中の異世界であることはわからない。後年の作品と結びつけることで、すべて同一の世界であることが判明する。

## あらすじ
語り手である灯台守のバザル・エルトンは、毎日海を眺める中で、大洋からの秘密を耳にしていた。また、満月の夜になると毎回、南方から白い帆船が現れ、甲板の男がいつもバザルを誘っているように見えた。ある夜、わたしはついに誘いに応じ、海上にかかる月光の橋を渡って白い帆船に乗り込んだ。わたしは歓迎され、南方への航海に往く。
船はザルの台地、タラリオンの都、ズーラの地へと近づくも、いずれも理由あってどこも上陸できなかったが、ソナ＝ニルの港に至り、ついに投錨する。夢幻の土地ソナ＝ニルには、時空も苦も死も存在せず、わたしたちはこの地で永劫とも思える時を過ごす。やがて、バザルは幻の地カトゥリアに向けて出帆したいと思い立つが、カトゥリアへの航海は破綻し、荒れ狂う海は船を呑み込む。男は涙を流し、美しいソナ＝ニルをはねつけた己らの命運を振り返り、われら人間よりも神々の方が偉大で勝利したのだと述べる。
船が沈み、目を覚ましたバザルは、はるかな太古に去ったあの灯台の見張り台にいることを知った。祖父からずっと続けていた灯台の火が消えている。暦は、バザルが白い帆船に乗り込んだ日のままだった。その後、大洋はバザルに秘密を語ってくれることはなかった。

## 主な登場人物
- バザル・エルトン - 主人公。キングスポートのノース・ポイントの灯台守。祖父の代では航行する船が多かったものの、父の代で船の数が減った。
- 髭をたくわえた男 - 白い帆船の長。
- ドリエブ - カトゥリアの偉大な王。伝説上の人物。

## 収録
- 創元推理文庫『ラヴクラフト全集6』大瀧啓裕訳